# Минин, Анатолий Викторович
Анатолий Викторович Минин (9 [21] декабря 1851, Санкт-Петербург — 8 [21] марта 1909) — русский врач, военный хирург, фототерапевт (специалист по «хромопатии»), ставший известным в России и СССР как изобретатель лампы Минина (синей лампы для нагрева участка тела).

## Биография

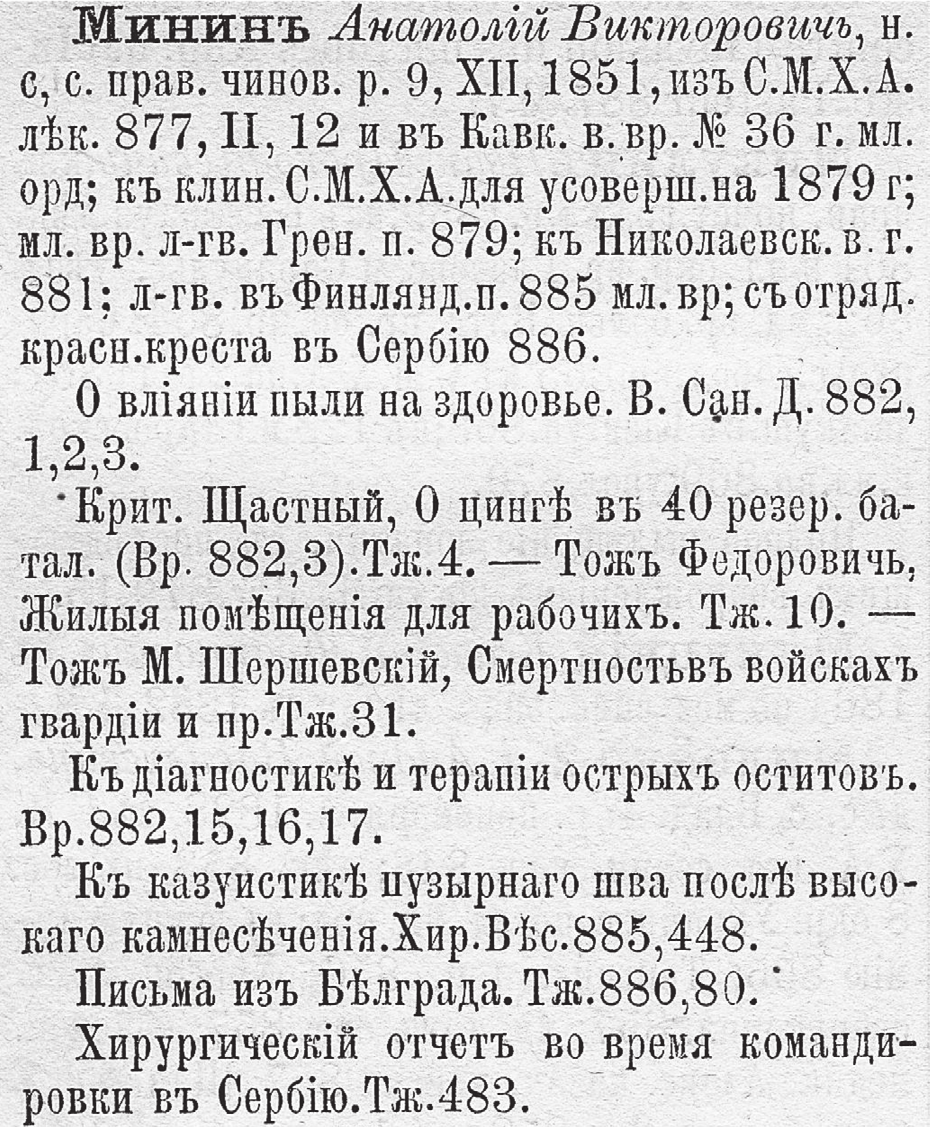
Биографическая справка о русском военном хирурге А. В. Минине в кн.: Л. Ф. Змеев. Русские врачи-писатели. — Тетр. 8. — СПб., 1889. — С. 14.

Анатолий Викторович родился 9 (21) декабря 1851 в Российской империи в семье правительственного чиновника и жил в Санкт-Петербурге, который покидал за свою жизнь ненадолго.
В феврале 1877 году А. В. Минин досрочно окончил Императорскую медико-хирургическую академию в Санкт-Петербурге и был зачислен во врачебный запас армии (Российская империя готовилась тогда к войне с Турцией).
А. В. Минин был знаком с Н. А. Вельяминовым, закончившим Московский университет в том же году.
14 июня 1877 года (во время начавшейся в апреле русско-турецкой войны) Минин был назначен младшим ординатором в Кавказский военно-временный госпиталь № 36.
Осенью 1878 года А. В. Минин вернулся в Санкт-Петербург и год проработал хирургом в клинике СПбМХА.
В 1879 году Анатолий Викторович получил назначение в Императорской гвардии — стал младшим врачом в Гренадёрском лейб-гвардии полку.
В 1881 году Минин, оставаясь на службе в гвардии, был причислен к Николаевскому военному госпиталю.
С 1885 года он продолжил гвардейскую службу в Финляндском лейб-гвардии полку.
Во время службы в гвардейских частях А. В. Минин занимался наукой и публиковался в журналах «Военно-санитарное дело», «Хирургический вестник» и «Врач».
А. В. Минин участвовал в балканской войне 1885—1886 годов — был направлен царским правительством в Сербию в составе отряда Красного Креста.
В 1892 году Минин получил должность старшего врача Уланского лейб-гвардии полка, расквартированного в Петергофе.
В 1896 году он стал старшим врачом в Конном лейб-гвардии полку.
С 1888 года Минин проводил хирургические операции в Благовещенском офицерском отделении полкового лазарета Конной гвардии, в Биржевой больнице и в других больницах Санкт-Петербурга.
В 1903 году Минин был назначен главным врачом Николаевского военного госпиталя.
25 мая (7 июня) 1903 А. В. Минин был произведён в чин действительного статского советника.
В 1906 году Минин ушёл с поста главного врача Николаевского госпиталя и возглавил курорт «Гагринская климатическая станция».
Доктор Минин умер 8 (21) марта 1909 года.
А. В. Минин был знаком и накоротке общался с придворными и представителями правящей династии, был вхож в высшее аристократическое общество Россиийской империи.

## Награды
- Памятный железный крест сербско-болгарской войны 1885—1886 годов[2].

## Врачебная и научная деятельность
Будучи в Сербии с русском отряде Красного креста, А. В. Минин описал будни сербско-болгарской войны 1885—1886 годов и применявшиеся им методы оказания хирургической помощи раненым, в журнале Хирургический вестник в 1886 году была опубликована его статья «Письма из Белграда».
Во второй половине 1880-х годов Минин выполнил множество хирургических операций и опубликовал несколько статей о проведённых операциях в журнале «Врач». Он первым в России провёл операцию иссечения части симпатического нерва.
В конце 1980-х годов А. В. Минин занимался фотолечением травм у своих пациентов, став последователем нью-йоркского профессора Эдвина Бэббита (англ. Edwin Dwight Babbitt), Нильса Финзена, Станислава Фёдоровича фон Штейна, Генриха Исаевича Гачковского и других светотерапевтов.
По словам самого Минина, светолечением он занялся случайно, благодаря тому, что в 1889 году Великая княгиня Александра Иосифовна подарила Красносельскому военному госпиталю 2 рефлекторные лампы Кесслера в 50 свечей и 10 аккумуляторов к ним.
Анатолий Викторович модифицировал ручную рефлекторную лампу конструкции Дмитрия Александровича Кесслера, заменив в ней матовую лампу накаливания белого свечения на лампу с синей колбой из кобальтового стекла, и наблюдал улучшение заживления ссадин и других повреждений кожи у своих пациентов при облучении повреждённых мест синим светом в сравнении с белым светом лампы Кесслера.
В дальнейшем ручная лампа-отражатель с синей лампочкой в ней получила название «рефлектор Минина» и стала широко известной в СССР, этот прибор был во многих домах советских людей, а его аналог, лампа «Соллюкс» входила в базовый комплект кабинета физиотерапии и была в каждой поликлинике в СССР.
Анатолий Викторович Минин не был создателем метода лечения синим светом, хроматопатией до него занимались доктора в разных странах. Его заслугой стала модификация ручной лампы-рефлектора и популяризация метода.